# Peter Hirt
 Peter Hirt  va ser un pilot de curses automobilístiques suís que va arribar a disputar curses de Fórmula 1.
Peter Hirt va néixer el 30 de març del 1910 a Zúric. Va morir el 28 de juny del 1992 a Küsnacht, Suïssa.

## A la F1
Va debutar a la segona temporada de la història del campionat del món de la Fórmula 1, l'any 1951, disputant el 27 de maig del 1951 el GP de Suïssa, que era la prova inicial de la temporada.
Peter Hirt va participar en un total de cinc curses puntuables pel campionat de la F1, repartides al llarg de dues temporades a la F1, les que corresponen als anys 1951 i 1952.
Hirt va competir en nombroses proves automobilístiques fora de la F1. Va formar part de Ecurie Espadon, un grup de pilots suïssos que es van aliar per competir en un mateix equip.

## Resultats a la F1
| Any  | Equip          | Xassís         | Motor   | 1       | 2   | 3   | 4      | 5       | 6   | 7   | 8       | 9   | Posició | Punts |
| ---- | -------------- | -------------- | ------- | ------- | --- | --- | ------ | ------- | --- | --- | ------- | --- | ------- | ----- |
| 1951 | Ecurie Espadon | Veritas Meteor | Veritas | SUI Ret | 500 | BEL | FRA    | GBR     | ALE | ITA | ESP     |     | -       | 0     |
| 1952 | Ecurie Espadon | Ferrari        | Ferrari | SUI 7   | 500 | BEL | FRA 11 | GBR Ret | ALE | HOL | ITA     |     | 28è     | 0     |
| 1953 | Ecurie Espadon | Ferrari        | Ferrari | ARG     | 500 | HOL | BEL    | FRA     | GBR | ALE | SUI Ret | ITA | -       | 0     |

### Resum
| Curses | Victòries | Pòdiums | Poles | Voltes ràpides | Punts |
| ------ | --------- | ------- | ----- | -------------- | ----- |
| 5      | 0         | 0       | 0     | 0              | 0     |